# Smithia salsuginea
Smithia salsuginea är en ärtväxtart som beskrevs av Henry Fletcher Hance. Smithia salsuginea ingår i släktet Smithia och familjen ärtväxter. Inga underarter finns listade i Catalogue of Life.